# Ypsilandra
Die Pflanzengattung Ypsilandra gehört zur Familie der Germergewächse (Melanthiaceae). Die etwa sechs Arten sind in Asien verbreitet.

## Beschreibung

### Erscheinungsbild und Blätter
Ypsilandra-Arten wachsen als ausdauernde krautige Pflanzen. Diese Geophyten bilden als Überdauerungsorgane unterirdische, kurze, verdickte, etwas fleischige Rhizome. Alle Pflanzenteile sind kahl.
Die Laubblätter sind in einer grundständigen Rosette angeordnet. Die einfachen Blattspreiten sind linealisch bis lanzettlich, verkehrt-lanzettlich oder spatelförmig und im unteren Bereich allmählich stielartig verschmälert. Es liegt Parallelnervatur vor.

### Blütenstände und Blüten
In den Achseln der äußeren Laubblätter stehen mehr oder weniger lange, aufrechte, unverzweigte Blütenstandsschäfte, die einige bis viele schuppenförmige Blätter besitzen. Die traubigen Blütenstände enthalten 2 bis 30 meist hängende Blüten. Es sind meist keine Tragblätter vorhanden.
Die zwittrigen Blüten sind radiärsymmetrisch und dreizählig. Die sechs gleichgestaltigen, haltbaren Blütenhüllblätter sind frei und stehen trichterförmig zusammen. Die Farben der Blütenhüllblätter reichen je nach Art von weiß bis gelb und von rosa- bis purpurfarben. An der Basis der Blütenhüllblätter befinden sich Nektarien. Es sind zwei Kreise mit je drei Staubblättern vorhanden; sie überragen meist die Blütenhüllblätter. Von den untereinander freien, sehr langen Staubfäden sind die inneren mit der Basis des Fruchtknotens, aber nie mit den Blütenhüllblättern verwachsen. Die basifixen Staubbeutel sind nierenförmig. Drei Fruchtblätter sind zu einem oberständigen, dreilappigen, dreikammerigen Fruchtknoten verwachsen. Jedes Fruchtknotenfach enthält viele Samenanlagen. Der je nach Art kurze bis lange Griffel endet in einer kopfigen bis dreispaltigen Narbe.

### Früchte und Samen
Die aufsteigenden Kapselfrüchte sind lokulizid, dreikantig, im oberen Bereich dreilappig und enthalten viele Samen. Die schmal spindelförmigen Samen sind an beiden Enden geschwänzt.

### Chromosomenzahlen
Die Chromosomenzahlen liegen mit 2n = 34 nur für Ypsilandra thibetica vor.

## Systematik und Verbreitung
Die Gattung Ypsilandra wurde 1888 durch Adrien René Franchet in Nouvelles archives du muséum d'histoire naturelle, Série 2, 10, S. 93 aufgestellt. Typusart ist Ypsilandra thibetica Franch. Der Gattungsname Ypsilandra leitet sich von den griechischen Wörtern ypsilo für Y-förmig und andra für Staubblatt ab; dies bezieht sich darauf, dass bei einigen Arten die Staubbeutel wie ein Peace-Zeichen dreilappig gespalten sind.
Die Gattung Ypsilandra in der Tribus Heloniadeae innerhalb der Familie Melanthiaceae. Die Tribus Heloniadeae hatte früher auch den Rang einer Familie Heloniadaceae oder wurde in die Familie der Liliaceae eingeordnet. Die Tribus Heloniadeae enthält drei Gattungen, die alle Elemente der Arkto-Tertiären Geoflora sind. Helonias kommt im östlichen Nordamerika und Ypsilandra (Vietnam über westliches China bis Himalaya) sowie Heloniopsis (Sachalin, Korea, Taiwan und Japan) kommen im östlichen Asien vor (N. Tanaka 1997).
Die Gattung Ypsilandra kommt in Bhutan (eine Art), Nepal (eine Art), Myanmar (zwei Arten), Vietnam (eine Art) Taiwan (eine Art) und der Volksrepublik China (alle sechs Arten, zwei davon nur dort) vor.
Es gibt etwa sechs Ypsilandra-Arten:
- Ypsilandra alpina F.T.Wang & Tang: Sie gedeiht an Rändern von Dickichten und auf Grasländern in Höhenlagen zwischen 2000 und 4300 Metern in Myanmar, im südöstlichen Xizang sowie nordwestlichen Yunnan.
- Ypsilandra cavaleriei H.Lév. & Vaniot: Sie gedeiht an schattigen Standorten an Hängen und Hängen entlang von Tälern in Höhenlagen zwischen 1000 und 1400 Metern im nordwestlichen Guangdong, in Guangxi, Guizhou sowie im südlichen Hunan.[1]
- Ypsilandra jinpingensis W.H.Chen, Y.M.Shui & Zhi Y.Yu: Diese 2003 erstbeschriebene Art kommt vom südöstlichen Yunnan bis ins nördliche Vietnam vor.[1]
- Ypsilandra kansuensis R.N.Zhao & Z.X.Peng: Sie gedeiht an Berghängen in Höhenlagen zwischen 2000 und 2100 Metern nur im südlichen Gansu.[1]
- Ypsilandra thibetica Franch.: Sie gedeiht in Wäldern und an feuchten Standorten an Hängen und schattigen Hängen entlang von Tälern in Höhenlagen zwischen 1300 und 2900 Metern im nordöstlichen Guangxi, südlichen Hunan, in Sichuan und im zentralen sowie östlichen Taiwan.[1]
- Ypsilandra yunnanensis W.W.Sm. & Jeffrey: Sie kommt in Bhutan, Nepal, Myanmar und im nordöstlichen Xizang sowie nordwestlichen Yunnan vor.[1]

## Nutzung
Ypsilandra thibetica (蕊花 Ya rui hua) wird als blutstillende Droge in der traditionellen chinesischen Medizin eingesetzt, besonders in den Provinzen Sichuan sowie Yunnan.